# Rumunská revoluce
Rumunská revoluce byl státní převrat v roce 1989 v Rumunské socialistické republice.

## Charakter událostí
Revoluce v Rumunsku měla nejnásilnější charakter ze všech protikomunistických převratů ve střední a východní Evropě v roce 1989. Počáteční odhady o tisících mrtvých se však ukázaly jako nadsazené a skutečný počet obětí se pohyboval okolo stovky. Samotný pád režimu byl uspíšený pokusem rumunské tajné policie Securitate vystěhovat maďarského pastora Lászla Tőkése v Temešváru. Maďarská menšina byla za Ceaușescova režimu utlačovaná, a právě pronásledování tohoto duchovního se stalo ohniskem vzpoury, která byla povzbuzena i vývojem za rumunsko-maďarskou hranicí.
Rozhlasové stanice Hlas Ameriky společně se Svobodnou Evropou pak rozšířily přehnané zprávy o masakru a Ceaușescu se vrátil z návštěvy Íránu, aby potlačil protesty šířící se z Temešváru do Bukurešti. 21. prosince 1989 měl v úmyslu pronést na balkóně sídla stranického vedení projev, nicméně byl umlčen rozlíceným davem. Den nato, po druhém neúspěšném pokusu promluvit k davům, uprchl vrtulníkem ze stranického sídla. Od téhož dne ovládala opoziční Fronta národní spásy budovu televize a na stranu opozice se přidala i armáda, která se na několika místech střetla s ozbrojenými jednotkami Securitate.
Manželé Ceaușescovi byli dopadeni a na místě odsouzeni samozvaným vojenským tribunálem. Oba soudci shledali prezidentský pár vinným ze zločinů proti státu a 25. prosince roku 1989 byli oba ve městě Târgoviște, asi 70 km od Bukurešti, zastřeleni. Jak soud, tak samotná poprava se natáčely pro televizi. Záběry však byly zveřejněny až o dva dny později. Poslední oddíly rumunské tajné služby bojující na straně prezidenta se vzdaly 27. prosince 1989.
Fronta národní spásy se posléze přeměnila na vládnoucí radu a novým prezidentem jmenovala bývalého komunistu Iona Iliesca a název Rumunská socialistická republika byl změněn na „Rumunsko“. 3. ledna 1990 bylo znovu povoleno svobodné zakládání politických stran.

## Průběh revoluce
Ve dnech 20. – 24. listopadu 1989 se konal 14. sjezd rumunských komunistů, který proběhl velmi klidně s tradiční scénickou výpravou, bez ohledu na okolnosti v okolních satelitech Sovětského svazu. Jednání charakterizovala názorová jednota, neutuchající skandování a frenetické potlesky. V rozbouřené východní Evropě to působilo jako neuvěřitelný anachronismus. Ceaușescu se dal opět jednomyslně zvolit generálním tajemníkem a zopakoval své názory o rumunské cestě ke komunismu.

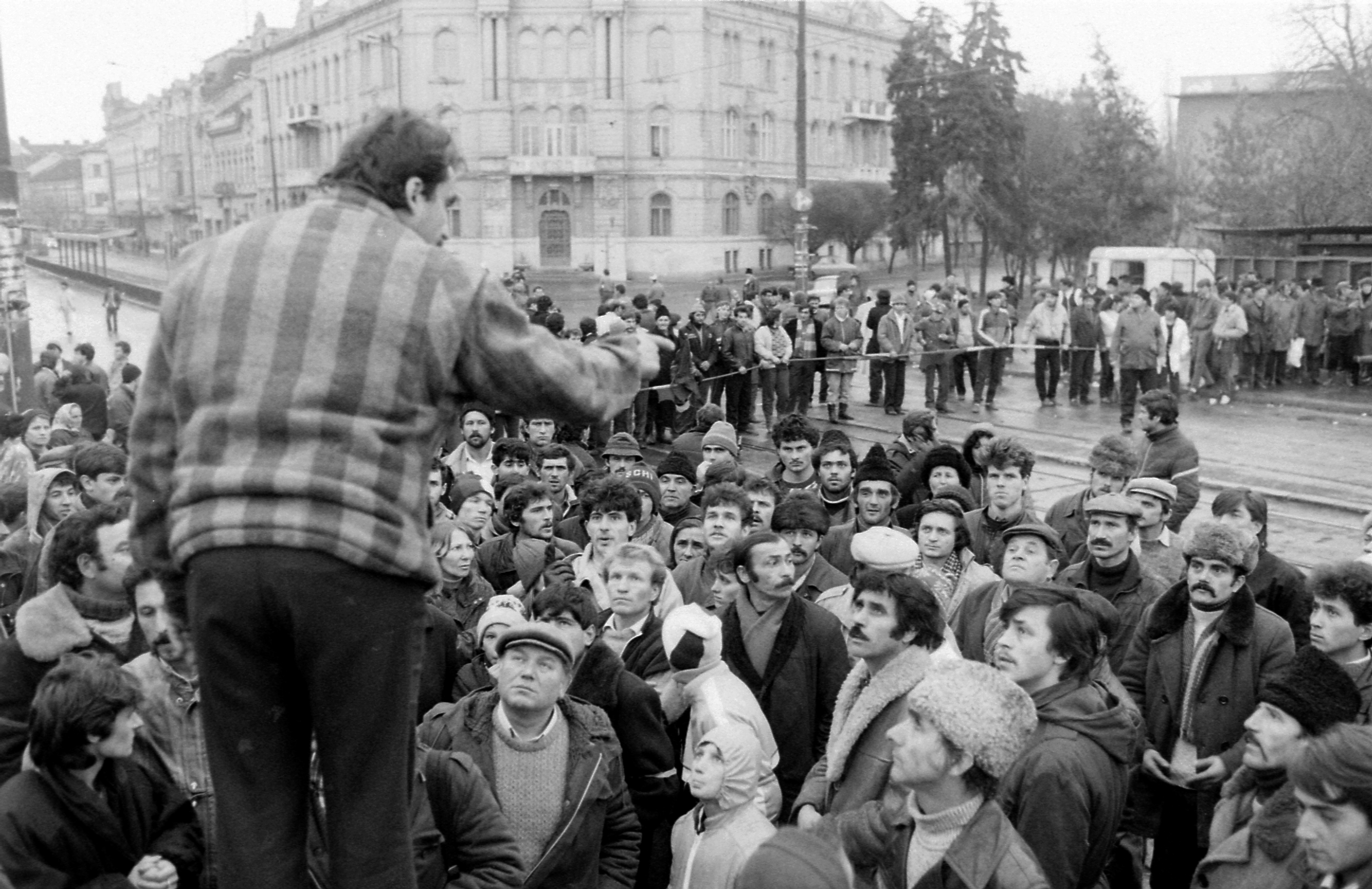
Demonstrace v Temešváru, 16. prosince 1989

To se již však fronta Ceaușeskových odpůrců chystala k přímému boji. Lidé jako Ion Iliescu, kteří spolupracovali jak s odpadlíky z KGB, tak s americkou rozvědkou, plánovali převrat za pomoci vojenské síly na přelom roku 1989/90. Od 16. prosince probíhaly plánované masové demonstrace ve městě Temešváru s hlavní zástěrkou na obranu maďarského faráře László Tőkése, který otevřeně kritizoval porušování práv maďarské menšiny a chování režimu vůbec. Režim se již dlouho chtěl faráře zbavit a proto mu na začátku prosince soudem nařídil vyklidit farnost na základě obvinění ze spekulace s potravinovými lístky. O několik dní později se však více než stotisícový dav postaral o jeho bezpečnost, a tak uražený Ceaușescu pohrozil narychlo svolanému politbyru demisí, pokud nepomůže. Až když získal ujištění, že ho sovětští komunisté podpoří, demisi stáhl a pustil se do potlačování demonstrací po celé zemi všemi možnými prostředky. Ty se však mezitím rozšířily až do hlavního města Bukurešti, do sedmihradského města Brašova a Aradu. Zatímco opozice se snažila západním pozorovatelům a zpravodajům celou situaci náležitě vybarvit, oficiální rumunská místa mlčela.
Prezident Ceaușescu si byl dokonce natolik jist svou pozicí, že 18. prosince odjel na plánovanou zahraniční návštěvu Íránu. 19. prosince se však rozmohly i dělnické stávky, 20. prosince musely být posíleny vojenské hlídky a 21. prosince prohlásil sovětský ministr zahraničí Ševardnadze, že pád rumunského diktátora uvítá. Ceaușescu se tak vrátil do své země, která se mu mezitím téměř rozpadla pod rukama. Ještě ten den se obrátil k národu, aby ho ujistil, že „cesta rumunského lidu ke komunismu je jistá a neotřesitelná“, protesty v „rebelských městech“ označil jako chuligánské, teroristické a šovinistické a za práci západních špionážních služeb. Temešvár prohlásil za „líheň vandalismu“ a provolával slávu „geniálnímu vůdci“, sobě. Jeho řeč však studentské projevy přehlušily, studenti začali provolávat proticeausescovská hesla, skandovat a nabádat k revoluci. Vyděšený a překvapený prezident byl zjevně natolik šokovaný celou situací, že nebyl ani schopen dokončit svůj projev, a v tomto stavu ho v celostátní televizi viděl celý národ. To se následně stalo signálem k revoluci, a tak celá zem přesunula demonstrace z předměstí do velkých měst, kde se masy přidávaly na stranu demonstrantů a síla výzvy ke svržení diktatury tak rostla exponenciálně.

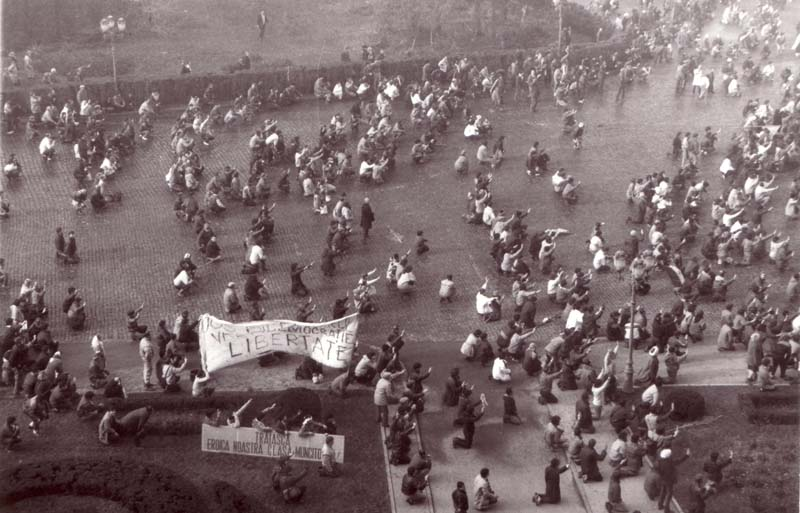
Demonstranti v Bukurešti, prosinec 1989

V noci z 22. prosince zaútočily bezpečnostní oddíly na ochabující demonstranty, lehce rozmělnily jejich stavy, obsadily střed města a vyklidily ho. 23. prosince ráno však vyšli opět do ulic bukurešťští občané, k nim se přidaly statisíce lidí, které mezitím dorazily z menších měst a předměstí Bukurešti. Když masy dorazily k budově ústředního výboru komunistické strany a doslova převálcovaly několik stovek policistů, chránících vstup do budovy, pokusil se Ceaușescu ještě jednou promluvit. Jeho hlas však zanikl v pískotu, a tak raději zvolil únik z budovy v helikoptéře přistavené na střeše. V průběhu dne tak demonstranti obsadili všechny důležité posty v Bukurešti včetně televize, rozhlasu, budov Státní rady a dalších.
Kolem poledne se do éteru i do televize dostalo sdělení, že diktatura byla svržena a Rumunsko je svobodné. Odpoledne poté bylo vyhlášeno vytvoření Fronty národní spásy v čele s Ionem Iliescu, kterému se mezitím podařilo získat podporu velení armády i bezpečnostních složek. Jménem Fronty a lidu obvinil Ceaușesca ze zločinů proti lidskosti a dovedení země na pokraj hospodářské a společenské katastrofy. „Karpatského génia“ označil jako člověka se srdcem feudálního fanatika, který nekontrolovaně zničil celou zemi.
V podvečer informovala Fronta o zatčení manželů Ceaușescových a jejich devadesátiminutovém soudu (konajícím se ve vojenských kasárnách v městě Târgoviște), po němž byli Ceaușescovi odsouzení k trestu smrti zastřelením. Odvysílané záznamy o tomto procesu, jenž byly odsouzené jak západem, tak východem, vrhly první chmurné stíny na rumunskou revoluci.